# TT314
La tombe thébaine TT 314 est située à Deir el-Bahari, dans la nécropole thébaine, située sur la rive ouest du Nil en face de Louxor.
La tombe est le lieu de sépulture d'Horhotep, porteur du sceau du roi de Basse-Égypte à la XIe dynastie.